# Giovanni Griffith
Giovanni Griffith (Parma, 9 ottobre 1934 – 13 gennaio 1990) è stato un calciatore italiano, di ruolo difensore.

## Carriera
Di lontane origini irlandesi, crebbe calcisticamente tra le file del Parma, con cui debuttò in Serie C a 19 anni. L'anno successivo conquistò la promozione in Serie B con i ducali, disputandovi un altro campionato.
Si trasferì quindi al Palermo, con cui conquistò la Serie A e si meritò la chiamata della Roma. Con i capitolini disputò tre buone annate nella massima serie, al termine delle quali si trasferì all'Atalanta complici incomprensioni con la società giallorossa.
A Bergamo disputò un solo anno, a causa di un grave infortunio di gioco che lo portò alla frattura di tibia e perone, il 17 gennaio 1962: dopo aver ripreso ad allenarsi dopo una lunga convalescenza, cadde malamente sulla gamba già più volte fratturata; sottoposto ad operazione chirurgica, l'incidente, che in un primo momento era stato ritenuto guaribile in sei mesi, lo costrinse ad un lungo stop.
Torna in campo nella stagione 1965-1966 con l'Alessandria, in cui gioca 2 partite ritirandosi a fine stagione dal professionismo. Concluderà la carriera agonistica giocando qualche anno in categorie dilettantistiche minori nelle file dell'A.C.D. Colorno.

## Palmarès

### Club

#### Competizioni nazionali
- Serie C: 1

Parma: 1953-1954